# Pluta (Unternehmen)
Die Pluta Rechtsanwalts GmbH (auch als Pluta bezeichnet) ist eine international tätige Sanierungs- und Restrukturierungsgesellschaft mit mehr als 40 eigenen Niederlassungen in Deutschland, Italien und Spanien.
Die Gesellschaft beschäftigt fast 500 Mitarbeiter. Dazu zählen unter anderem 90 Berufsträger (Rechtsanwälte, Steuerberater, Wirtschaftsprüfer und Vereidigte Buchprüfer), 40 gerichtlich bestellte Insolvenzverwalter, 20 Sanierungsexperten sowie 40 Kaufleute.
Pluta bietet   Leistungen aus den Bereichen Rechtsberatung, Sanierung / Restrukturierung und Insolvenzverwaltung und gehört zu den drei meistbestellten Insolvenzkanzleien in Deutschland.

## Geschichte
Michael Pluta (* 1950) gründete 1982 eine Kanzlei in Ulm, die Vorgängergesellschaft der heutigen Gesellschaft, und spezialisierte sich auf Insolvenzen. 2002 gründete er die Pluta Rechtsanwalts GmbH mit seinen Partnern Martin Prager (München), Stephan Thiemann (Münster), Michael Schoor (Leipzig), Fritz Zanker (Stuttgart) und Joachim Geßler (Ulm). Pluta erzielte 2008 einen Jahresumsatz von gut 20 Mio. Euro und beschäftigte mehr als 200 Mitarbeiter.  2017/2018 betrug der Umsatz 52 Millionen Euro. Aktuell wird die Gesellschaft von 16 Geschäftsführern geleitet, die zugleich auch Gesellschafter sind.
Pluta-Anwälte betreuten aufmerksamkeitsstarke Insolvenzverfahren. So war Martin Prager u. a. Insolvenzverwalter des Handyherstellers BenQ mit 3.100 Mitarbeitern. Michael Pluta sanierte den Modelleisenbahnhersteller Märklin sowie den Flusskreuzfahrtenanbieter nicko cruises. Stephan Thiemann betreute das Insolvenzverfahren des Reiseanbieters JT Touristik. In den Insolvenzverfahren der Hock Gruppe, einem Automobilzulieferer mit mehr als 900 Mitarbeitern, wurden mehrere Pluta-Anwälte zu Insolvenzverwaltern der einzelnen Gesellschaften bestellt.
In der Eigenverwaltung des deutschen Modeunternehmens Basler Fashion unterstützte Pluta das Verfahren beratend.

## International
Pluta ist auch international tätig, in Italien und Spanien auch mit eigenen Niederlassungen. So betreute die Gesellschaft in Spanien u. a. den Verkauf von IMTECH  mit 900 Mitarbeitern und berät im Insolvenzverfahren von Air Berlin in Spanien.

## Tätigkeitsfelder
Unter dem Dach der Marke Pluta sind die Leistungen in drei Geschäftsfelder gebündelt: Rechtsberatung von Unternehmen, Sanierung und Restrukturierung von Unternehmen in der Krise bis hin zur operativen Führung bzw. Beratung und Unterstützung in der Eigenverwaltung auch im Organ sowie Insolvenzverwaltung und dort insbesondere auch die Sanierung und Restrukturierung in der Insolvenz.
2017 wurde der Beratungszweig weiter ausgebaut, im Zuge dessen erfolgte die Gründung einer Management-Gesellschaft in Deutschland, die Pluta Management GmbH. Bereits 2016 erfolgte die Gründung der Pluta Management Restructuring SL in Spanien.